# Селенга (футбольний клуб)
«Селенга» — російський футбольний клуб з Улан-Уде. Заснований в 1958. Найкраще досягнення в першості Росії — 5 місце в зоні «Схід» першої ліги 1992 року.

## Колишні назви
- 1958—1960 — «Локомотив»
- 1961—1963 — «Байкал»
- 1964—1965 — «Армієць»
- 1966—1977 — «Селенга»
- 1978—1983 — «Локомотив»
- 1984—1993 — «Селенга»
- 1994 — «Кристал» (Нерюнгрі)
- 1995—2003 — «Селенга»
- 2011—2012 — «Бурятія»
- з 2012 — «Селенга»

## Історія
Заснований 1958 року під назвою «Локомотив» (Улан-Уде) та заявлений до класу «Б» (рівень першої ліги) чемпіонату СРСР. В подальшому називався «Байкал», «Армієць», «Селенга», а 1994 року під назвою «Кристал» представляв якутське місто Нерюнгрі. З 1958 по 2003 рік команда мала статус професіонального клубу, допоки 2003 року професіональний футбольний клуб «Селенга» не припинив своє існування через незадовільні результати та погане фінансування.
У сезонах 2004—2007 років продовжив виступи на аматорському рівні під назвою «Комунальник». З 2008 по 2010 роки клуб не заявлявся навіть до аматорського чемпыонату у зв'язку з тим, що в Бурятії не було полів, які відповідають вимогам турнірів. Відроджений 2011 року під назвою «Бурятія». 2012 року клубу знову повернена назва «Селенга». А в квітні 2017 року новий спонсор команди змінив її керівний склад та назву на ФК «Бурятія».

## Досягнення
- 2-е місце в зональному турнірі Класу «Б» СРСР — 1966
- 3-є місце в зональному турнірі другої підгрупи Класу «А» СРСР — 1969
- 3-є місце в зональному турнірі 2-ї ліги СРСР — 1980
- 5-е місце в зоні «Схід» Першої ліги Росія — 1993[2][3]

## Стадіони
З 1958 до 2007 року клуб проводив домашні матчі на стадіоні ім. 25-річчя Бурятської АРСР аж до рішення про знесення стадіону та будівництво на його місці Фізкультурно-спортивного комплексу (ФСК). Влітку 2011 року відкривається новий стадіон на набережній Селенги, місткістю 10 000 місць, а ФК «Селенга» заявляється на участь в аматорському чемпіонаті.

## Сезони

### Професіональний клуб
- У сезоні 1958 року «Локомотив» посів 14-е місце з 14-ти в 6 зоні класу «Б» (першої ліги) Чемпіонату СРСР.
- У сезоні 1959 року «Локомотив» посів 13-е місце з 14-ти в 7 зоні класу «Б» (першої ліги) Чемпіонату СРСР.
- У сезоні 1960 року «Локомотив» посів 12-е місце з 14-ти в 5 зоні РРФСР класу «Б» (першої ліги) Чемпіонату СРСР.
- У сезоні 1961 року «Байкал» посів 9-е місце з 13-ти в 6 зоні РРФСР класу «Б» (першої ліги) Чемпіонату СРСР.
- У сезоні 1962 «Байкал» посів 12-е місце з 15-ти в 5 зоні РРФСР класу «Б» (першої ліги) Чемпіонату СРСР.
- У сезоні 1963 року «Байкал» посів 15-е місце з 15-ти в 5 зоні РРФСР класу «Б» (другої ліги) Чемпіонату СРСР.
- У сезоні 1964 року «Армієць» посів 10-е місце з 18-ти в 6 зоні РРФСР класу «Б» (другої ліги) Чемпіонату СРСР.
- У сезоні 1965 року «Армієць» посів 6-е місце з 19-ти в 6 зоні РРФСР класу «Б» (другої ліги) Чемпіонату СРСР.
- У сезоні 1966 року «Селенга» посіла 2-е місце з 16-ти в 6 зоні РРФСР класу «Б» (другої ліги) Чемпіонату СРСР.
- У сезоні 1967 року «Селенга» посіла 5-е місце з 18-ти в 6 зоні РРФСР класу «Б» (другої ліги) Чемпіонату СРСР. За підсумками чемпіонату вийшла до першої ліги.
- У сезоні 1968 року «Селенга» посіла 16-е місце з 21-го в 4 підгрупі другої групи класу «А» (першої ліги) Чемпіонату СРСР.
- У сезоні 1969 року «Селенга» посіла 3-е місце з 12-ти в 1 зоні класу «А», другої групи, 2 підгрупи (першої ліги) Чемпіонату СРСР. А в фінальній підгрупі за 1-12 місця посіла 12 місце.
- У сезоні 1970 року «Селенга» посіла 12-е місце з 22-х у 3 зоні класу «А» (другої ліги) Чемпіонату СРСР.
- У сезоні 1971 року «Селенга» посіла 6-е місце з 20-ти в 6 зоні другої ліги Чемпіонату СРСР.
- У сезоні 1972 року «Селенга» посіла 9-е місце з 11-ти в 7 зоні другої ліги Чемпіонату СРСР.
- У сезоні 1973 року «Селенга» посіла 5-е місце з 16-ти в 7 зоні другої ліги Чемпіонату СРСР.
- У сезоні 1974 року «Селенга» посіла 9-е місце з 18-ти в 5 зоні другої ліги Чемпіонату СРСР.
- У сезоні 1975 року «Селенга» посіла 15-е місце з 20-ти в 5 зоні другої ліги Чемпіонату СРСР.
- У сезоні 1976 року «Селенга» посіла 11-е місце з 18-ти в 5 зоні другої ліги Чемпіонату СРСР.
- У сезоні 1977 року «Селенга» посіла 20-е місце з 20-ти в 6 зоні другої ліги Чемпіонату СРСР.
- У сезоні 1978 року «Локомотив» посів 11-е місце з 21-го в 6 зоні другої ліги Чемпіонату СРСР.
- У сезоні 1979 року «Локомотив» посів 13-е місце з 21-го в 6 зоні другої ліги Чемпіонату СРСР.
- У сезоні 1980 року «Локомотив» посів 3-е місце з 12-ти в 4 зоні другої ліги Чемпіонату СРСР.
- У сезоні 1981 року «Локомотив» посів 14-е місце з 17-ти в 4 зоні другої ліги Чемпіонату СРСР.
- У сезоні 1982 року «Локомотив» посів 15-е місце з 15-ти в 4 зоні другої ліги Чемпіонату СРСР.
- У сезоні 1983 року «Локомотив» посів 13-е місце з 14-ти в 4 зоні другої ліги Чемпіонату СРСР.
- У сезоні 1984 року «Селенга» посіла 8-е місце з 14-ти в 4 зоні другої ліги Чемпіонату СРСР.
- У сезоні 1985 року «Селенга» посіла 6-е місце з 14-ти в 4 зоні другої ліги Чемпіонату СРСР.
- У сезоні 1986 року «Селенга» посіла 10-е місце з 14-ти в 4 зоні другої ліги Чемпіонату СРСР.
- У сезоні 1987 року «Селенга» посіла 11-е місце з 15-ти в 4 зоні другої ліги Чемпіонату СРСР.
- У сезоні 1988 року «Селенга» посіла 16-е місце з 16-ти в 4 зоні другої ліги Чемпіонату СРСР.
- У сезоні 1989 року «Селенга» посіла 17-е місце з 19-ти в 4 зоні другої ліги Чемпіонату СРСР.
- У сезоні 1990 року «Селенга» посіла 13-е місце з 15-ти в 10 зоні другої нижчої ліги Чемпіонату СРСР.
- У сезоні 1991 року «Селенга» посіла 12-е місце з 18-ти в 10 зоні другої нижчої ліги Чемпіонату СРСР.
- У сезоні 1992 року «Селенга» посіла 5-е місце з 16-ти в зоні «Схід» новоствореної першої ліги ПФЛ Росії.
- У сезоні 1993 року «Селенга» зайняла 15-е місце з 16-ти в зоні «Схід» першої ліги ПФЛ Росії і вилетіла до другої ліги ПФЛ.
- На сезон 1994 року команда заявилася під назвою ФК «Кристал» (Нерюнгрі) і посіла 7-е місце з 9-ти в зоні «Схід» другої ліги ПФЛ.
- У сезоні 1995 року «Селенга» посіла 9-е місце з 18-ти в зоні «Схід» другої ліги ПФЛ.
- У сезоні 1996 року «Селенга» посіла 12-е місце з 16-ти в зоні «Схід» другої ліги ПФЛ.
- У сезоні 1997 року «Селенга» посіла 15-е місце з 18-ти в зоні «Схід» другої ліги ПФЛ.
- У сезоні 1998 року «Селенга» посіла 8-е місце з 16-ти в зоні «Схід» другого дивізіону ПФЛ.
- У сезоні 1999 року «Селенга» посіла 15-е місце з 16-ти в зоні «Схід» другого дивізіону ПФЛ.
- У сезоні 2000 року «Селенга» посіла 9-е місце з 14-ти в зоні «Схід» другого дивізіону ПФЛ.
- У сезоні 2001 року «Селенга» посіла 12-е місце з 16-ти в зоні «Схід» другого дивізіону ПФЛ.
- У сезоні 2002 року «Селенга» посіла 16-е місце з 16-ти в зоні «Схід» другого дивізіону ПФЛ з негативним підсумком -1 очко.
- У сезоні 2003 року «Селенга» посіла 13-те місце з 13-ти в зоні «Схід» другого дивізіону ПФЛ і вилетіла до третього (аматорського) дивізіону.

### Аматорський клуб
Наступного року клуб відродився як аматорський під назвою ФК «Комунальник».
- У сезоні 2004 року зона «Сибір» аматорського чемпіонату Росії була поділена на групи А (6 команд) і Б (8 команд). Клуб з Улан-Уде потрапив до групи А. За підсумками групового етапу «Комунальник» посів 3-є місце та 6-ти та пройшов у наступний етап. У фінальній групі з 6 команд клуб посів також 3-є місце.
- У сезоні 2005 року «Комунальник» посів 2-е місце з 10-ти команд у зоні «Сибір» аматорського чемпіонату Росії.
- У сезоні 2006 року «Комунальник» посів 5-е місце з 10-ти команд у зоні «Сибір» аматорського чемпіонату Росії.
- У сезоні 2007 року «Комунальник» посів 5-е місце з 10-ти команд у зоні «Сибір» аматорського чемпіонату Росії.

У трьох сезонах із 2008 по 2010 команда з Бурятії не заявлялася на чемпіонат.
У 2011 році відроджений під назвою ФК «Селенга».
- У сезоні 2011/12 року «Селенга» посіла 5-е місце з 6-ти команд у першій лізі зони «Сибір» аматорського чемпіонату Росії.
- У сезоні 2012/13 року «Селенга» посіла 5-е місце з 12-ти команд у вищій лізі зони «Сибір» аматорського чемпіонату Росії.
- У сезоні 2013 року «Селенга» посіла 7-е місце з 12-ти команд у вищій лізі зони «Сибір» аматорського чемпіонату Росії.
- У сезоні 2014 року «Селенга» посіла 3-э місце з 8-ми команд у першій лізі зони «Сибір» аматорського чемпіонату Росії.
- У сезоні 2015 року «Селенга» посіла 4-е місце з 7-ми команд у першій лізі зони «Сибір» аматорського чемпіонату Росії.
- У сезоні 2016 року «Селенга» посіла 1-е місце з 3-х команд у першій лізі зони «Сибір» аматорського чемпіонату Росії і вийшла у вищу лігу.

У 2017 році клуб змінив назву на ФК «Бурятія».
- У сезоні 2017 року «Бурятія» посіла 6-е місце з 10-ти команд у вищій лізі зони «Сибір» аматорського чемпіонату Росії. Але з організаційно-фінансових причин вилетіла до першої ліги.
- У сезоні 2018 року «Бурятія» посіла 1-е місце з 3-х команд у першій лізі зони «Сибір» аматорського чемпіонату Росії та вийшла у вищу лігу.
- У сезоні 2019 року «Бурятія» посіла 11-е місце з 12-ти команд у вищій лізі зони «Сибір» аматорського чемпіонату Росії.
- У сезоні 2020 року у зоні «Сибір» вища та перша ліга скасовані та введені групи «Захід» та «Схід». «Бурятія» у своїй групі «Схід» з трьох команд посіла 1-е місце. Як наслідок перемоги у групі «Схід» команду було запрошено на Фінал Першості Росії III дивізіону, в якому «Бурятія» посіла 10-те місце з 10-ти команд-переможців своїх зональних турнірів.
- У сезоні 2021 року в зоні «Сибір» ліга була розділена на групи «Південний Захід», «Центр» та «Схід». Для виходу із групи необхідно було займати 1-3 місця. «Бурятія» у своїй групі «Схід» із п'яти команд посіла 4-е місце. У підсумку команда грала у втішному турнірі за 10-14-е місця, де посіла 11 місце, поступившись за різницею м'ячів 10-м місцем бійскому «Будівельнику».
- У сезоні 2022 року «Бурятія» посіла 8-е місце з 15-ти команд у зоні «Сибір» аматорського чемпіонату Росії.

## Відомі гравці
- / Олександр Алферов
- / Веньямін Арзамасцев
- Валерій Баликов
- / Олег Беженар
- / Сергій Бобовской
- / Георгій Гармашов
- / Ігор Грига
- Рустам Дадабаєв
- Микола Дорофєєв
- / Максим Дубовик
- / Костянтин Єременко
- / Леонід Іванов
- Микола Казанцев
- / Ігор Калініченко
- / Сергій Капанін
- Сергій Карпушин
- // Валерій Коваленко
- / Сергій Кокорін
- Борис Конфедерат
- / Ігор Криушенко
- Леонід Лазариді
- / Валерій Лиженков
- / Олександр Лисковець
- Олексій Лобсанов
- Олександр Львов
- Валерій Люлько
- / Валерій Міхнов
- / Олександр Нестеров
- / Ігор Пермінов
- / Михайло Русляков
- Геннадій Санніков
- / Андрій Семенов
- / Михайло Семенов
- / Олег Соболєв
- / Володимир Спірідонов
- // Тимурхан Тимашев
- / Ігор Фатін
- Сергій Хижняк
- / Володимир Чумаков
- / Сергій Чупров
- / Сергій Шарабура
- / Андрій Шелудяков
- / Вагіф Ширінов
- Анатолій Шитов
- / Сергій Шмокін
- / Юрій Шпирюк
- Олександр Щелочков

## Відомі тренери
- Борис Абрамов
- Анатолій Башашкін
- Володимир Зубаревич
- Юрій Зубков
- / Леонід Іванов
- / Валерій Міхнов
- Геннадій Неделькін
- / Андрій Шелудяков